# Szczyt NATO w Brukseli 1988
Szczyt NATO w Brukseli – 8. szczyt NATO  zorganizowany w Brukseli w dniach 2–3 marca 1988
Celem zwołania szczytu było potwierdzenie głównych zadań Sojuszu Północnoatlantyckiego w relacjach Zachód–Wschód i przyjęcie projektu wzmocnienia stabilności w Europie poprzez negocjacje w sprawie kontroli zbrojeń konwencjonalnych.

## Postanowienia szczytu
Podczas szczytu opublikowano Deklarację szefów państw i rządów uczestniczących w spotkaniu Rady Północnoatlantyckiej oraz dokument Konwencjonalna kontrola zbrojeń: droga naprzód. Oświadczenie wydane przez organ szefów państw i rządów uczestniczących w posiedzeniu Rady Północnoatlantyckiej.
Deklaracja szefów państw i rządów uczestniczących w spotkaniu Rady Północnoatlantyckiej składała się z dziewiętnastu punktów podzielonych na trzy rozdziały: 
- Czas na ponowne potwierdzenie,
- Cele i zasady Sojuszu
- Relacje Wschód–Zachód. Droga do przyszłości.

W dokumencie podkreślono między innymi niepodzielność bezpieczeństwa europejskiego i atlantyckiego. Uznano, że  siły konwencjonalne i nuklearne Stanów Zjednoczonych wraz z siłami Kanady stanowią istotny człon środków odstraszania. Powtórzono, że zjednoczona Europa ma kluczowe znaczenie dla bezpieczeństwa Ameryki Północnej, a wiarygodności sojuszniczej obrony nie da się zachować bez dużego wkładu europejskiego.Sojusz Północnoatlantycki zapowiedział utrzymanie wiarygodnych sił odstraszania, które stanowiły podstawę konstruktywnego dialogu ze Wschodem, między innymi na temat kontroli zbrojeń i kwestii rozbrojeniowych.
Dokument Konwencjonalna kontrola zbrojeń: droga naprzód składał się z czterech rozdziałów: 
- Obecna rzeczywistość
- Ramy polityczne i bezpieczeństwa
- Cele sojuszników
- Droga w przyszłość

W dokumencie podkreślono zasadę, aby polityka obrony i polityka kontroli zbrojeń harmonizowały ze sobą. Uznano, że wkład NATO we wspólne bezpieczeństwo obejmuje nie tylko czynniki militarne, ale także polityczne, gospodarcze i przede wszystkim humanitarne. 
Na koniec Szczytu zapewniono, że NATO dąży do wyeliminowania nierównowagi sił konwencjonalnych w Europie. Ponadto prowadzi politykę poszanowania praw człowieka i podstawowych wolności, od których zależy ostatecznie trwałe bezpieczeństwo i stabilność.